# Panopea abrupta
Panopea abrupta és una espècie extinta de grans mol·lusc bivalve marins de la família Hiatellidae. Entre 1983 i 2010, aquesta espècie va ser confosa amb el Panopea generosa del Pacífic en la bibliografia científica.